# An-Nasir (Abbasside)
Pour l’article homonyme, voir An-Nasir.
Abû al-`Abbâs "an-Nasir li-Dîn Allah" Ahmad ben al-Hasan al-Mustadhi, surnommé An-Nasir, est né en 1158. Il a succédé à son père Al-Mustadhi comme trente-quatrième calife abbasside de Bagdad en 1180. Il est mort en 1225, son fils Az-Zâhir lui a succédé.

## Biographie
Le principal événement des premières années de son règne est l'effondrement des Seldjoukides qu'il a en partie organisé. À son instigation le Chah du Khârezm, `Alâ' ad-Dîn Tekish (Takash), a attaqué les Seldjoukides. Les armées seldjoukides ont été battues et le dernier sultan Tuğrul III est mort sur le champ de bataille (1194). La tête du malheureux a été envoyée au Calife qui l'a exposée en face de son palais à Bagdad. Takash, est devenu le principal souverain de l'Orient. Il donna au Calife quelques-unes des provinces de Perse tenues auparavant par les Seldjoukides.
La maladresse d'un vizir chargé de remettre des cadeaux de la part du Calife à Takash l'a tellement irrité qu'il attaque les troupes du Calife. Ensuite les relations entre le Calife et Takash ont été sinon hostiles pour le moins méfiantes pendant plusieurs années. Pour se débarrasser d'un gouverneur du Chah qui le gênait, Al-Nasir osa engager une guerre ouverte. Il le fit tuer par un ismaélien. Takash répondit en saisissant le cadavre du malheureux vizir à l'origine de ces querelles. Celui-ci était mort pendant une campagne contre le Chah. Son cadavre a été exhumé et son crâne exposé dans le Khârezm.
De son côté le Calife eut une piètre vengeance en traitant de manière indigne les pèlerins venant de l'est et portant les insignes du Khârezm.

### Saladin
Saladin était toujours sur le front contre les croisés. Saladin a fait appel à l'aide du Calife qui se contenta de lui envoyer du naphte avec une petite troupe d'hommes pour l'employer contre les envahisseurs.

### Muhammad Chah
Le fils de Takash, Ala ad-Din Muhammad lui a succédé en 1200.
En 1216, l'intention de Muhammad n'était pas seulement de réduire le pouvoir temporel du Calife mais aussi de s'emparer de son pouvoir religieux. Il créa un anti-calife issu de la lignée d'`Alî. Une assemblée de savants du Khârezm proclama la déchéance d'An-Nasir comme assassin et ennemi de la foi. Une monnaie au nom de cet anti-calife fut frappée et circula dans toute l'Asie centrale.
Muhammad tourna ses armes contre Bagdad. An-Nasir essaya de plaider sa cause mais en vain.

### Gengis Khan
An-Nasir « Le défenseur de la foi » a alors appelé à son aide le chef des hordes païennes. C'était presque trop tard puisque Muhammad avait déjà conquis l'essentiel de l'Irak et se trouvait aux portes de Bagdad, mais l'hiver rigoureux l'amena à se replier dans le Khârezm. Les hordes de Gengis Khan avaient été mises en mouvement d'abord vers le Khârezm. Muhammad, incapable de réunir ses forces divisées entre les féodaux, s'enfuit à Ray, puis à Hamadan. Les généraux mongols le poursuivent avec 25 000 hommes, mais perdent sa trace en Iran. Muhammad meurt peu après d'une pneumonie dans une île de la Caspienne (décembre 1220). Son fils Djala ad-Din Mengü Berti regroupe ses forces à Ghaznî ou Gengis Khan le poursuit (1221).

### Bilan d'un long califat
Le règne d'An-Nasir a duré quarante-cinq ans. Son territoire en sort renforcé : il s'étend en Irak de Tikrit jusqu'au Golfe. Il établit à Bagdad une excellente police, la ville a connu une période de paix qui permit la construction d'écoles, de bibliothèques, de refuges pour les pauvres et tous les travaux d'intérêt public.
L'imprudent appel aux Mongols n'eut pas de conséquences pendant son règne mais leur arrivée à Bagdad en 1258 va sonner la fin de la dynastie.
An-Nasir est mort en 1225. Son fils Az-Zâhir lui a succédé.